# Gigean
Gigean – miejscowość i gmina we Francji, w regionie Oksytania, w departamencie Hérault.
Według danych na rok 1990 gminę zamieszkiwało 2529 osób, a gęstość zaludnienia wynosiła 153 osoby/km² (wśród 1545 gmin Langwedocji-Roussillon Gigean plasuje się na 151. miejscu pod względem liczby ludności, natomiast pod względem powierzchni na miejscu 481.).